# Поґжиме
Поґжиме (пол. Pogrzymie, нім. Birkenwerder) — село в Польщі, у гміні Машево Голеньовського повіту Західнопоморського воєводства.
Населення — 112 осіб (2011).
У 1975-1998 роках село належало до Щецинського воєводства.

## Демографія
Демографічна структура станом на 31 березня 2011 року:
|          | Загалом | Допрацездатний вік | Працездатний вік | Постпрацездатний вік |
| -------- | ------- | ------------------ | ---------------- | -------------------- |
| Чоловіки | 64      | 12                 | 47               | 5                    |
| Жінки    | 48      | 5                  | 33               | 10                   |
| Разом    | 112     | 17                 | 80               | 15                   |